# Medisch tuchtcollege (Nederland)
Een medisch tuchtcollege is in Nederland een vorm van tuchtrecht dat ten doel heeft de kwaliteit van de beroepsbeoefening door fysiotherapeuten, gezondheidszorgpsychologen, psychotherapeuten, apothekers, artsen, tandartsen, verloskundigen, verpleegkundigen, klinisch technologen en orthopedagoog-generalisten te toetsen. De bachelor medisch hulpverleners en geregistreerd mondhygiënisten vallen als experimenteerberoepen onder het medisch tuchtrecht. Het medisch tuchtrecht is in de Wet op de beroepen in de individuele gezondheidszorg vastgelegd. Er zijn regionale medische tuchtcolleges in Amsterdam, Zwolle en Den Bosch. Het Centraal Tuchtcollege Gezondheidszorg zit in Den Haag. De drie regionale tuchtcolleges en één centraal tuchtcollege worden regelmatig aangeduid als medische tuchtcolleges (MT). Dat is onjuist. De juiste afkorting is RTG: Regionaal Tuchtcollege Gezondheidszorg en CTG: Centraal Tuchtcollege Gezondheidszorg. Het is bedoeld voor zorgverleners en niet alleen voor medici, hoewel zij wel het grootste deel ervan uitmaken.

## Reikwijdte
De tuchtrechtspraak in de gezondheidszorg is nadrukkelijk niet gericht op genoegdoening of schadevergoeding voor de patiënt, maar om te zien of het handelen van iemand van de beroepsgroep voldoet aan de eisen die men daaraan zou mogen stellen. Een tuchtcollege bestaat daarom uit juridisch geschoolde leden, maar ook uit medici. Een tuchtcollege kan waarschuwingen geven, boetes opleggen, en verbieden om, tijdelijk of permanent, het beroep uit te oefenen.

## Klachtenaantal
Over de periode 2016-2019 daalde het aantal ingediende klachten van 1646 tot 1513. In 2020, toen in Nederland de coronapandemie uitbrak, daalde het aantal ingediende klachten naar 1028. Het aantal klachten in de regio Amsterdam was daarbij telkens het hoogst.

## Resultaten
Bij het publiek bestaat weleens de indruk dat medici in de tuchtraad de aangeklaagde medici de hand boven het hoofd houden. Een groot deel (ca. 85%) van de klachten wordt niet gegrond bevonden. Toen echter de samenstelling van de tuchtcolleges veranderd werd, met meer juridische en minder medische inbreng, werden er in de daaropvolgende periode niet minder maar juist meer klachten ongegrond verklaard. Zesentachtig procent van de leden van de tuchtcolleges vindt het een groot nadeel dat zij een klacht niet gegrond kunnen verklaren zonder de arts een sanctie op te leggen, blijkens een proefschrift over dit onderwerp uit 2007.

## Beroep
Men kan tegen een uitspraak in beroep gaan bij het Centraal Tuchtcollege voor de Gezondheidszorg in Den Haag. Het tuchtrecht is in beweging. Het overheidsstandpunt is dat de Nederlandse tuchtrechtspraak meer eenheid en openheid moet krijgen.